# كاوكايا
كاوكايا هي بلدية في البرازيل، تتبع سيارا، بلغ عدد سكانها 325٬441  نسمة، في 2010، تبلغ مساحتها 1٬227٫895 كيلومتر مربع.

## الموقع
تشترك في الحدود مع:
- فورتاليزا.